# Denpa teki na Kanojo
Denpa teki na Kanojo (яп. 電波的な彼女) — серія ранобе автора Кентаро Катаями й ілюстратора Ямати Ямамото. Три новели опубліковані в період між 2004 і 2005 роками. У 2009 році випущена аніме-адаптація, дві OVA в комплекті з попереднім виданням Kure-nai DVD-томів 3 і 4.
Під назвою Denpa Biyori (яп. 電波日和) перша історія серії виграла почесну згадку в нагороді Super Dash Novel Rookie of the Year Awards у 2003 році.
Японський термін denpa спочатку відносився до радіохвиль, але як сленг він означає людей, які сприймають такі речі, що нормальні люди не можуть.

## Сюжет
Старшокласник Дзю Дзюдзава сильний, рішучий і відважний. Він не пасує в бійках, не прогинається під шкільний статут, справжній господар життя. Через сили його волі та характер до його особи горнуться дівчата: хтось чіпляється з причіпками, як староста Фудзісіма, хтось кокетує, як однокласниця Сацукі.
Шкільного забіяку просить про зустріч Аме Очібана. Вона стверджує, що в минулому житті Дзю був королем, а Аме — його вірним слугою. І тепер вона бажає продовжити служіння своєму господареві. Попри те, що Дзю вважає Аме божевільною, та продовжує переслідувати Дзю і в підсумку, в подяку за порятунок, отримує дозвіл залишитися поруч зі своїм паном.
Тим часом на вулицях міста пустує маніяк: вбиває випадкових перехожих і викладає фотографії ще живих жертв в Інтернеті. Разом Аме та Дзю доводиться розслідувати таємничі події, що відбуваються в їхньому місті.

## Персонажі
- Дзю Дзюдзава (яп. 柔沢ジュ, Jūzawa Jū) — центральний чоловічий персонаж. Добре б'ється, ігнорує шкільні правила і до зустрічі з Аме завжди був один. Спочатку вважаючи Аме божевільною, він підозрював, що саме Аме є таємничим маніяком, що вбиває людей. Але оскільки Аме не тільки виявилася невинна, але й врятувала Дзю від справжнього маніяка, той в подяку дозволив їй залишитися разом з ним.

- Аме Очібана (яп. 堕花雨, Ochibana Ame) — центральний жіночий персонаж. Вважає, що Дзю в минулому житті був королем, а Аме — його слугою, і тепер вона повинна продовжувати служіння своєму господареві. Зважаючи на це, всіма вважається божевільною. Аме скрізь супроводжує Дзю і при необхідності захищає. Вона чудово розуміє психологію злочинців, з якими їй і Дзю доводиться стикатися і фактично саме Аме проводить всі розслідування.

- Хікару Очібана — сестра Аме. Спочатку думала, що Дзю хоче скористатися безумством Аме, але потім змінила свою думку.

## Медіа

### Ранобе
| № | Дата виходу     | ISBN               |
| - | --------------- | ------------------ |
| 1 | 22 вересня 2004 | ISBN 4-08-630206-3 |
| 2 | 25 березня 2005 | ISBN 4-08-630230-6 |
| 3 | 22 липня 2005   | ISBN 4-08-630247-0 |

### Аніме
Два OVA епізоди випущені на основі першого і третього томів ранобе. Другий роман не має OVA-адаптації.
Музичні теми:
- «Taiyō» — виконує Tenohira (епізод 1)
- «door» — виконує Rumika (епізод 2)

### Манґа
Манґа-адаптація написана Фуруєю Дайсуке та ілюстрована Хіраокою Хіросі виходила у журналі сейнен-манґи Ultra Jump видавництва Shueisha з 19 червня 2020 по 19 січня 2021. Пізніше глави манґи були видани у двох танкобонах,що вийшли 19 січня 2021.